# 아베토네
아베토네(이탈리아어: Abetone)는 이탈리아 토스카나주 피스토이아도에 있는 코무네다. 피렌체에서 북서쪽으로 80km, 피스토이아에서 북서쪽 49km 거리에 있다.

## 역사
아베토네는 토스카나 대공국과 모데나 공국의 주요 도로의 상품 지점으로서 1732년에 세워졌다. 이 지역의 명칭은 이곳을 짓기 위해 커다란 나무를 잘라 넘어트린 것에서 유래했다.
20세기 초가 시작되면서, 이곳은 스키 리조트로 유명해졌다. 이탈리아 출신 최고의 스키 선수 중 한 명인 체네 촐로가 이곳 출신이다.